# Replay (canção de Sandy e Junior)
"Replay (Slip Away)" é uma canção da dupla brasileira Sandy & Junior, lançada como primeiro single do álbum Sandy & Junior (2006) em 13 de abril de 2006. O videoclipe da música é totalmente diferente dos anteriores já gravados pela dupla; nele os irmãos são substituídos por dois bonequinhos no formato de silhuetas. O roteiro do videoclipe representa a trajetória dos irmãos. A música ficou entre as dez mais tocadas nas rádios brasileiras.
A canção e o videoclipe foram respectivamente indicados à "Música Favorita" e "Videoclipe Favorito" nos Meus Prêmios Nick.